# أولغا كوريلنكو
أولغا كوريلنكو (بالإنجليزية: Olga Kurylenko) (بالأوكرانية: Ольга Куриленко) ممثلة وعارضة أزياء أوكرانية من مواليد 14 نوفمبر 1979. أشتهرت بأداء دور الفتاة في فيلم كم من العزاء، أحد أفلام سلسلة جيمس بوند. وهي مولودة في أوكرانيا، وحصلت على الجنسية الفرنسية في عام 2001.

## حياتها

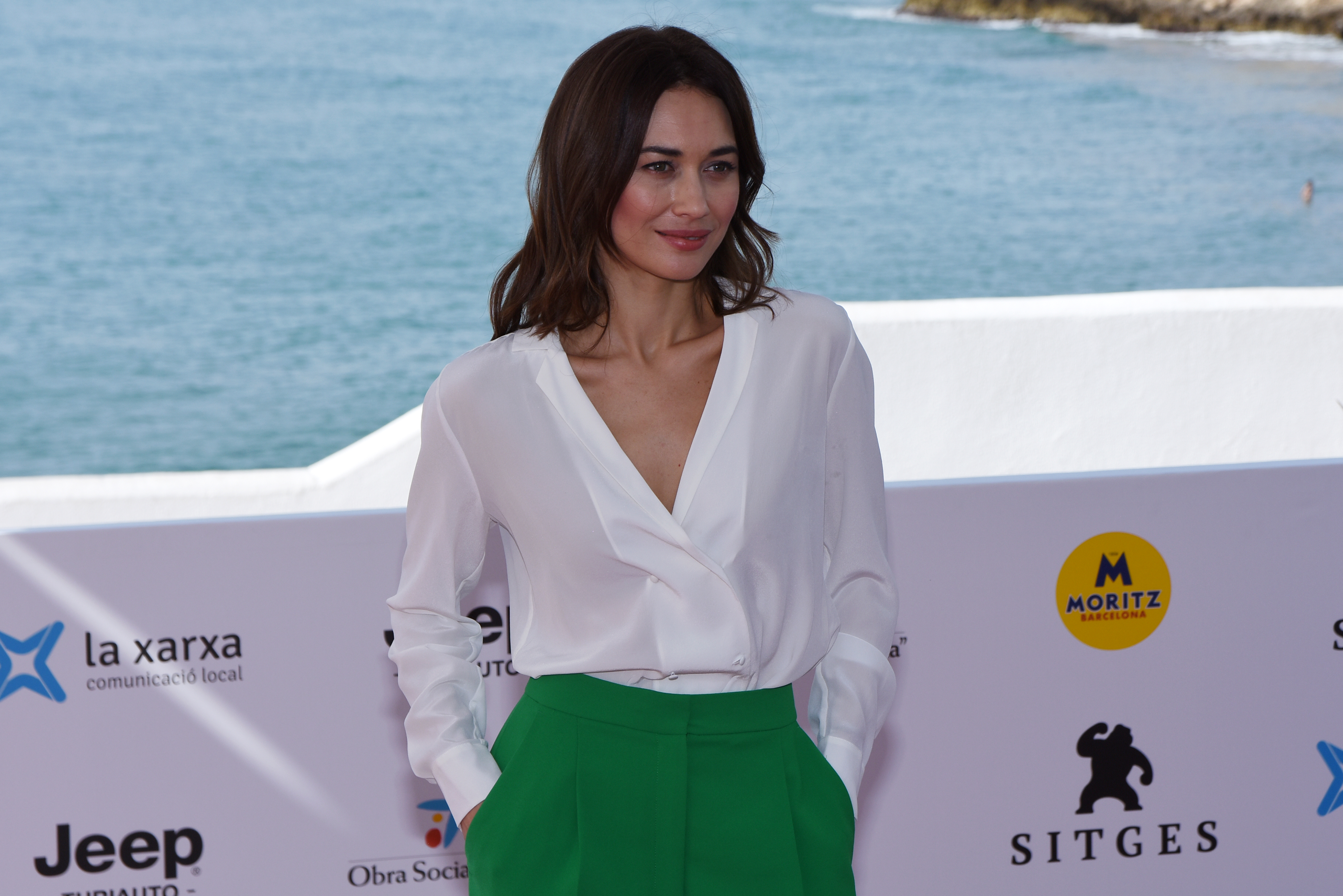
مهرجان سيتجيس السينمائي 2019

انفصل والديها بعد ولادتها مباشرة، وكافحت والدتها من أجل البقاء بعدما واجهوا العديد من المشاكل. خلال سنوات عملها في أوكرانيا درست أولغا الفن واللغات وقضت سبع سنوات في دراسة البيانو في مدرسة الموسيقى المحلية في بيردياسك. ذهبت أيضا إلى استوديو الباليه. في سن 13 سافرت مع والدتها إلى موسكو ، وهناك عرض عليها العمل كعارضة ازياء، حيث إنتقلت إلى باريس، وتعلمت الفرنسية في ستة أشهر ووقع عليها وكالة ماديسون. في سن ال 18 ظهرت على غلاف المجلة، أصبحت أيضا الوجه الرسمي للملابس الداخلية Lejaby والملابس بيبي، كلارنس وهيلينا روبنشتاين شركات مستحضرات التجميل. ثم إتجهت إلى عالم السينما من خلال عدة أدوار سينمائية خاصة، وساعدها على ذلك جمالها الطبيعي الفاتن والعري الصريح الذي جذب انتباه الجمهور لها.

## قائمة الأعمال
| بعض أعمال                          | الدور/الوظيفة |
| ---------------------------------- | ------------- |
| الغرفة                             |               |
| إمبراطور باريس                     |               |
| 15 Minutes of War                  | جين اندرسن    |
| The Courier                        | الرسولة       |
| The Man Who Killed Don Quixote     | جاكوي         |
| جوني إنجلش يضرب مجددا              | أوفيليا       |
| Mara                               | كيت           |
| Salty                              | شيلا          |
| Gun Shy                            | شيلا          |
| وفاة ستالين                        | ماريا يودينا  |
| La corrispondenza (Correspondence) | آمي           |
| زخم الحركة                         | ألكس فاراداي  |
| A Perfect Day                      | كاتيا         |
| Vampire Academy                    | كاروفا        |
| عراف المياه                        | عائشة         |
| Empires of the Deep                |               |
| رجل نوفمبر                         | أليس فورنييه  |
| Oblivion                           | جوليا         |
| Seven Psychopaths                  | أنجيلا        |
| المغترب (فيلم 2012)                | آنا برانت     |
| إلي العجب                          | مارينا        |
| البلدة في غيابي                    | آنا براندت    |
| Land of Oblivion                   | إنيا          |
| سينتوريون                          | يتاان         |
| The Assassin Next Door             | جاليا         |
| Quantum of Solace                  | كاميلي        |
| Max Payne                          | ناتاشا        |
| Hitman                             | نيكا          |
| L'Annulaire (The Ring Finger)      | قزحية         |